# Petrozsényi-medence
Koordináták: é. sz. 45° 22′ 55″, k. h. 23° 18′ 44″45.381944°N 23.312222°E

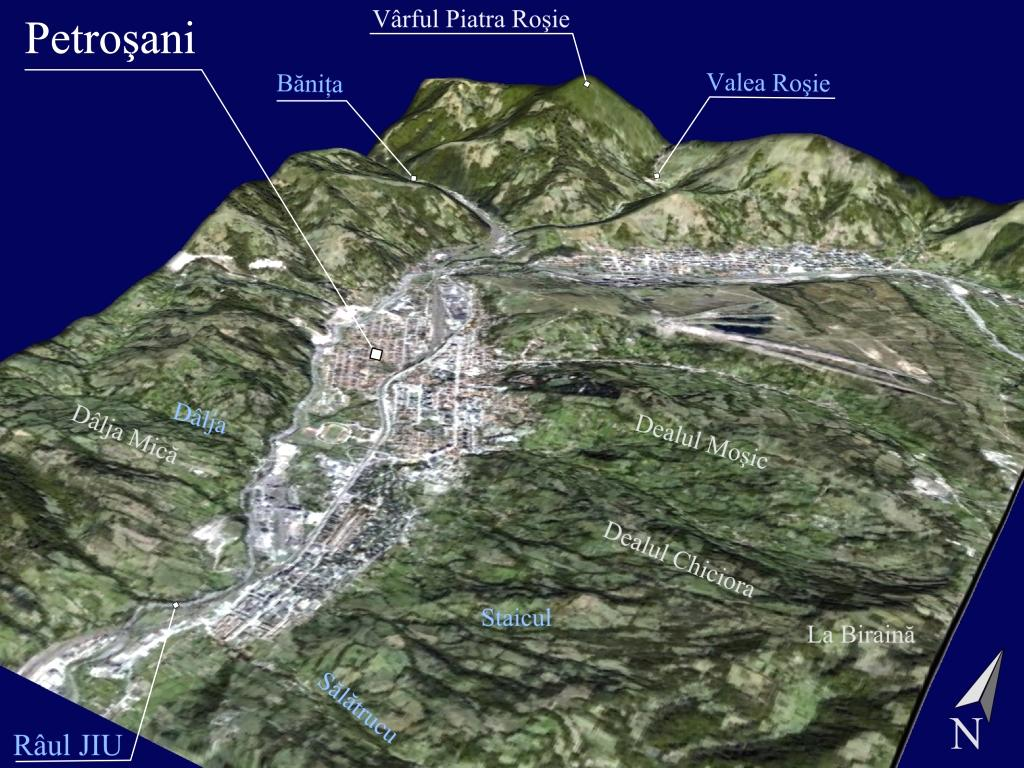
Petrozsényi-medence északkeleti része 3D képen

Animáció a medencéről

A Petrozsényi-medence (románul Depresiunea Petrosani) Romániában, Erdély délnyugati részén, Hunyad megyében, a Déli-Kárpátokban, a Zsil folyó forrásvidéke mentén, kb. 600 méteres tengerszint feletti magasságban található.

## Földrajza
A Petrozsényi-medence négy vulkanikus eredetű hegység – a Retyezát-hegység, a Kudzsiri-havasok, a Páring-hegység és a Vulkán-hegység – közé ékelődő kisebb medence. Kialakulása a földtörténeti negyedidőszakra tehető. 
Északnyugatra az alacsonyabb, a Retyezát-hegység és a Kudzsiri-havasok között haladó Merisor-hágó (avagy Banicai-hágó vagy Banyicai-hágó) köti össze a Hátszegi-medencével, dél felé pedig a Zsilnek is folyást engedő, a Páring- és a Vulkán-hegységek között haladó Szurdok-szoros Olténiával.  Mindkét útvonalon autóút és vasút is áthalad.
A délnyugat-északkelet irányban 45 km hosszan húzódó, közel egyenes vonalú, V-alakban mélyülő medencén a Zsil folyó két forrása, a Nyugati-Zsil és a Keleti-Zsil folyik át, melyek Petrozsénytől délre egyesülnek. 
Települései láncszerűen, a két Zsil mentén, szinte egy vonalban helyezkednek el.

## Története
A medence területe a középkorig gyéren lakott vidék volt. Először a 15. században, egy 1419-ből való oklevél említette a vidéket egy demsusi kenéz birtokainak felsorolásakor Syl havasát, majd 1493-ban II. Ulászló király adományozó oklevelében fordul elő, amikor malomvizi Kendeffy Mihálynak adományozta a Zsil (Syl) folyó mentén Pterela, Malu valamint Nyakmezeki nevű szántókat, kaszálókat és legelőket, ami azt valószínűsíti, hogy akkoriban még nem volt lakott terület, többnyire csak pásztorok legeltették nyájaikat a Zsil havasa rétjein. 
A terület lassú benépesítése a 18. század végéig tartott; az 1818-as összeíráskor a völgy lakossága már meghaladta a 3000-et, pásztorok, csobánok, favágók, szénégetők és más havasi  emberek lakták.
A medence képe az itteni szénmedence kutatása és feltárása következtében az 1800-as évek második felétől kezdett megváltozni Maderspach Károly kutatásai nyomán, aki az 1840-es évek elején kezdeményezte az itteni szénmedence szakszerű, nagyarányú kutatását és feltárását, aminek következtében 1850-1855 körül már néhány száz métermázsa kőszenet is átszekereznek havonta a Banyicai-hágón, majd 1868-ban kezdetét vette itt az állandó szénkitermelés, melynek következtében az egyszerű hegyi pásztorfalvak rövid időn belül bányászvárosokká alakulnak át. A Zsil-völgy benépesítése főleg Székelyföldről jött magyarokkal, csehekkel, szlovákokkal, németekkel, ruténekkel, románokkal és olaszokkal történt. Kialakultak a bányászkolóniák. 1869-ben a négy fontosabb helység Petrilla, Petrozsény, Vulkán és Lupény volt, melynek lakossága 5400 fő volt, mely 1910-re 36951-re emelkedett. 
|  |  |  |  |

Bányászati társulatok alakultak: Keleti Erdélyi Társaság, Felső Zsilvölgyi Bányatársaság,  Urikány-Zsilvölgyi Részvénytársaság, a medence az Osztrák–Magyar Monarchia egyik legfontosabb bányavidéke lett. 1870-ben átadják a Piski–Petrozsény, majd 1892-ben a Petrozsény–Lupény-vasútvonalakat is. A bányákon kívül más ipari létesítmények is alakultak, így 1928-ban Lupényban a Viszkóza műselyemgyár is. 
A második világháború után a bányák államosításával, a termelés növelésével a lakosság száma is növekedett.
A forradalom után, az 1990-es évek elején innen indultak Ion Iliescu román államfő kezdeményezésére a bányászjárások.
1997-től kezdődött meg a széntermelés csökkenése és a bányák bezárása, ami azt eredményezte, hogy míg 1997-ben a bányászvállalatok alkalmazottjainak száma majdnem elérte az 50 ezret, ma ez a szám alig éri el a 10 ezret.

## Gazdasága
A medence altalajában gazdag széntelepeket fedeztek fel, melyekre több mai iparváros is épült.

## Települések
Községközpontok és falvak. 
(Zárójelben a román név szerepel.) 
- Hobicaurikány (Uricani) város
  - Kimpulunyág (Câmpu lui Neag)
  - Valea de Brazi
- Lupény (Lupeni) municípium
- Vulkán (Vulcan) municípium
  - Hegyvulkán (Dealu Babii)

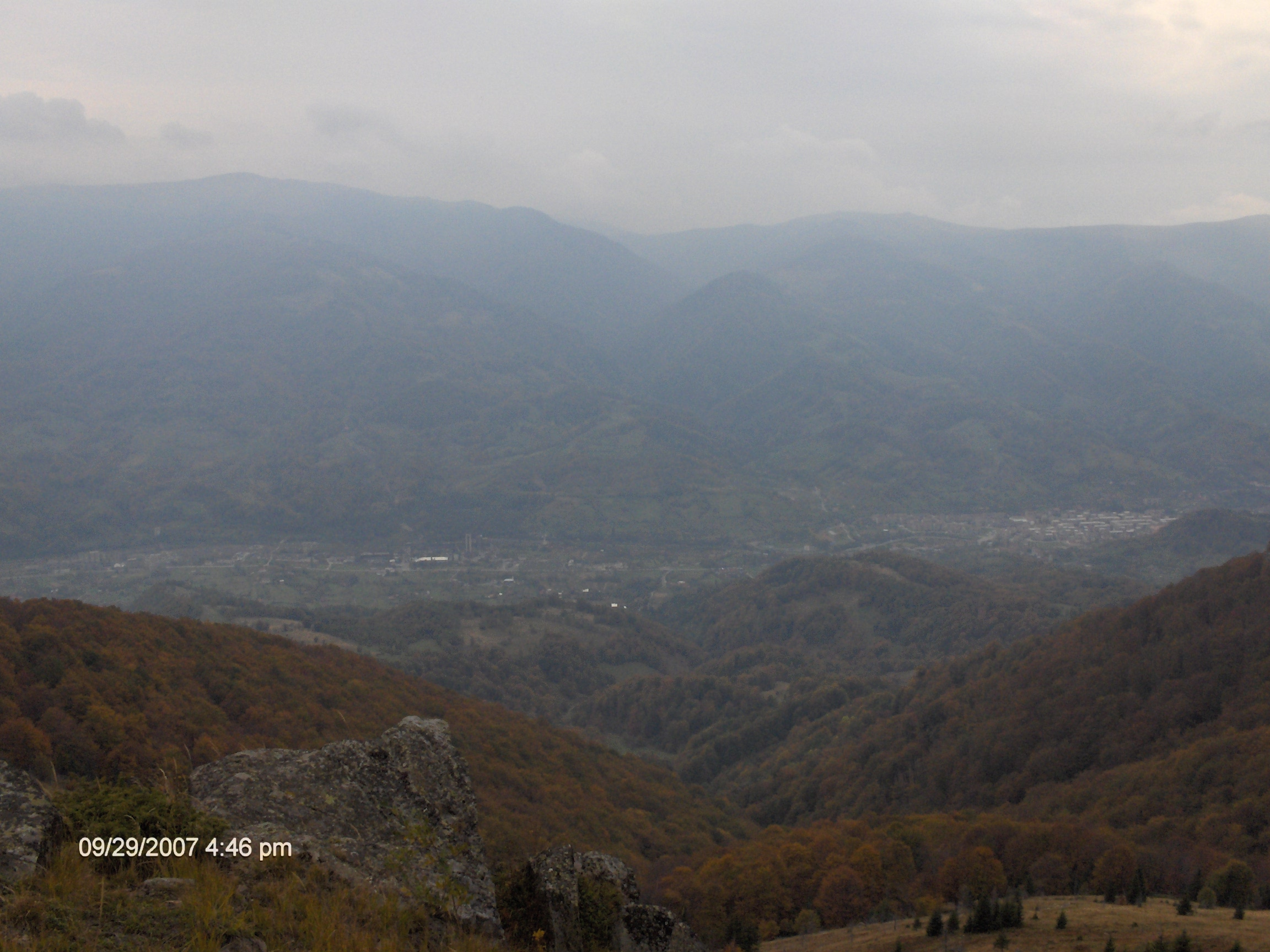
A Petrozsényi-medence délnyugati része Hobicaurikánynál

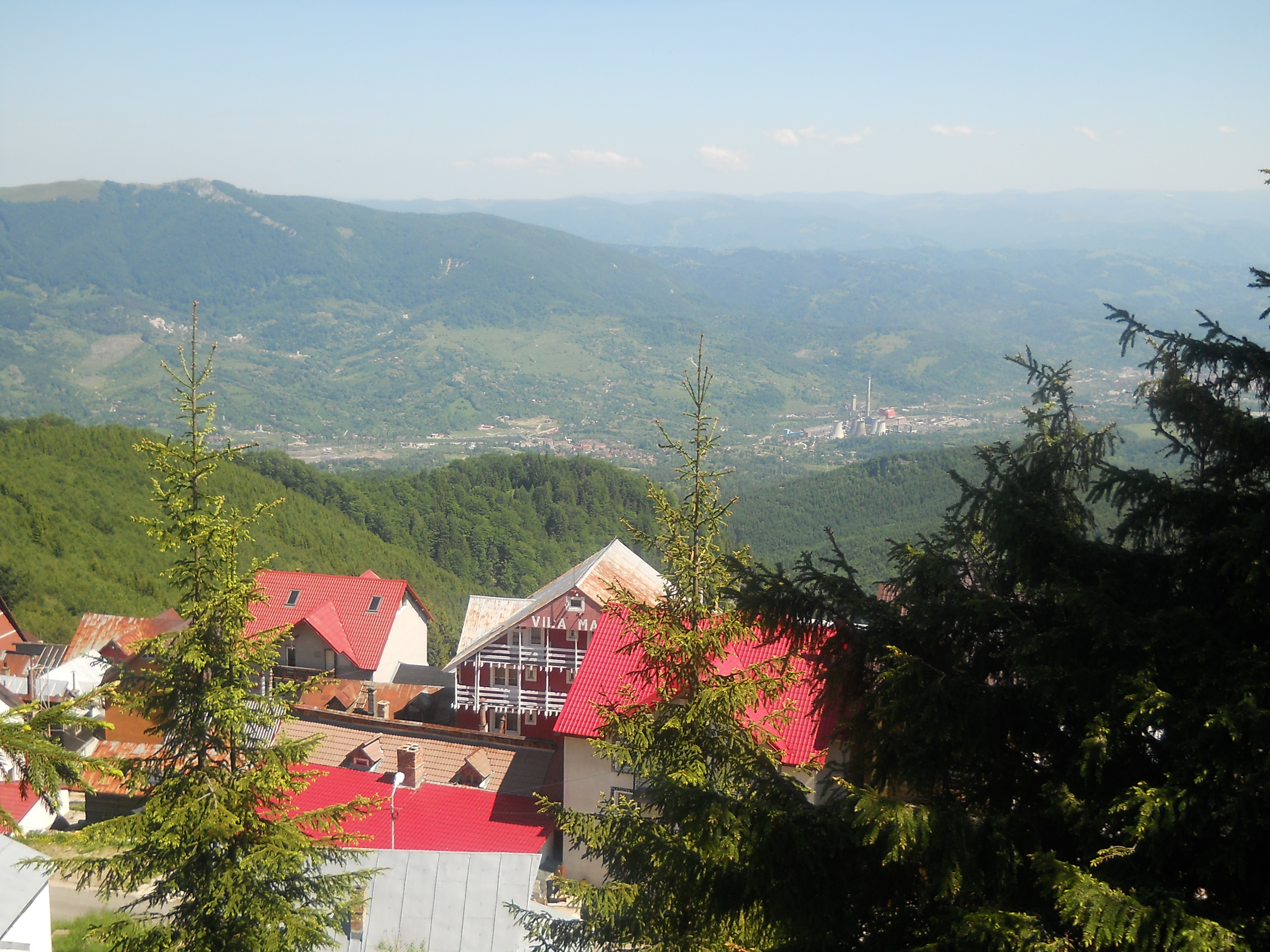
Lupényi panoráma

  - Zsilymacesdparoseny (Jiu-Paroșeni)
- Aninósza (Aninoasa) város
  - Alsóbarbatyeniszkrony (Iscroni)
- Petrozsény (Petroșani) municípium
  - Nagydilzsa (Dâlja Mare)
  - Kisdilzsa (Dâlja Mică)
  - Zsupinyászuvölgy (Peștera)
  - Szlatinova községrész (Slătinioara)
- Petrilla (Petrila) város
  - Csimpa (Cimpa)
  - Vojvodrész (Tirici)
  - Wekerletelep (Răscoala)
  - Zsiec (Jieț)

## Lásd még
- Zsil-völgyi magyar sajtó
- Zsil-völgy Nemzeti Park